# Upaniszady
Upaniszady (dewanagari उपनिषद्, trl. Upaniṣad, ang. Upanishads) – najpóźniejsze, bo pochodzące z VIII–III w. p.n.e., teksty, należące do wedyjskiego objawienia (śruti) o treści religijno-filozoficznej. Stanowią kontynuację filozofii spekulatywnej brahman, rozwinęły m.in. doktrynę brahmana, atmana, transmigracji (samsara), karmana. Znanych jest ponad 200 upaniszad. Nadal powstają nowe w czasach współczesnych.
W 1657 roku uczeni z Benaresu na polecenie księcia Dara Shikoh przełożyli na język perski zbiór upaniszad, zaś francuski indolog Abraham Hyacinthe Anquetil-Duperron przełożył ten wybór na łacinę w pracy Oupnek'hat, opublikowanej w latach 1801–1802.

## Źródłosłów
Nazwa pochodzi od sanskryckich słów:
- upa – „przy”,
- ni – „nisko”,
- sad – „siedzieć”,

czyli „przysiądnięcie”.

## Klasyfikacja

### Wedyjskie
Najstarsze upaniszady, zwane „wedyjskimi”, spisane są prozą i stanowią przedłużenie tradycji aranjak.
1. Brihadaranjaka
2. Ćhandogja
3. Aitreja
4. Kauszitaki
5. Kena
6. Taittirij

### Wielkie
Dwanaście z nich nosi miano „Wielkich” (maha), stanowi część czterech świętych Wed i należy do kanonu wedanta, czyli „końca, zwieńczenia Wed”. 

### Kanoniczne
Według upaniszady Muktika istnieje 108 kanonicznych upaniszad. Lista ta zawiera następujące podgrupy: 
Wielkie Upaniszady (12)
Samanjawedanta Upaniszady (23)
Joga Upaniszady (20)
Sannjasa Upaniszady (17)
Waisznawa Upaniszady (14)
Śakta Upaniszady (8)

- Iśawasja
- Kena
- Katha (Kathaka)
- Prasna
- Mundaka
- Taittirija
- Aitereja
- Ćhandogja
- Brihadaranjaka
- Brahma
- Kaiwalja
- Dźabala
- Swetaśwatara
- Hamsa
- Arunika
- Garbha
- Narajana
- Paramahamsa
- Amritabindu
- Amritanada
- Atharwaśiras
- Atharwasika
- Maitrajani
- Kauszitaka
- Bryhadźdźabala
- Narisimhatapanija
- Kalagnirudra
- Maitreji
- Subala
- Kszurika
- Mantrika
- Sarwasara
- Naralamba
- Śukarahasja
- Wadźrasuczika
- Tedźobinu
- Nadabindu
- Dhjanabindu
- Brahmawidja
- Jogatattwa
- Atmabodha
- Naradapariwradżaka
- Triśikhibrahmana
- Sita
- Jogaćudamani
- Nirwana
- Mandalabrahmana
- Dakszinamurti
- Śarabha
- Skanda
- Tripadwibhutimahanarajana
- Adwajataraka
- Ramarahasja
- Ramatapanija
- Wasudewa
- Madgala
- Śandilja
- Paingala
- Bhikszuka
- Maha
- Śariraka
- Jogaśikha
- Turijatiwadhuta
- Sannjasa
- Paramahansapariwradżaka
- Akszamala
- Awjakta
- Ekakszara
- Annapurna
- Surja
- Akszi
- Adhjatma
- Kundika
- Sawitri
- Atma
- Paśupatabrahma
- Parabrahma
- Awadhuta
- Tripuratapini
- Dewi
- Tripura
- Katharudra
- Bhawana
- Rudrahridaja
- Jogakundali
- Bhasmadżabala
- Rudrakszadźabala
- Ganapati
- Darśana
- Tarasara
- Mahakawja
- Pańczabrahma
- Pranagnihotra
- Gopalatapini
- Kryszna
- Jadźniawalkija
- Waraha
- Śatjajana
- Hajagriwa
- Dattatreja
- Garuda
- Kalisamtarana
- Dżabali
- Saubhagjalakszmi
- Saraswatirahasja
- Bahwrića
- Mutika

## Znaczenie
Upaniszady służyły i nadal są użytkowane jako teksty pomocnicze do praktyk medytacyjnych.

## Polskie przekłady
- Vātsyāyana – Upanishada. Nauki tajemne. Klucz do Kamasutry. Wydawnictwo „Księgopol”, Warszawa 1933.
- Upaniszady, tłum., wstęp i komentarz Marta Kudelska, Wydawnictwo Uniwersytetu Jagiellońskiego, Kraków 2004. (wyd. II uzupełnione), ISBN 83-233-1912-X